# Cornelius Chirchir
Cornelius Chirchir (né le 5 juin 1983 à Bomet) est un athlète kényan, spécialiste du 1 500 mètres.

## Biographie
Il est l'actuel détenteur du record du monde junior du 1 500 m avec le temps de 3 min 30 s 24, établi le 19 juillet à Monaco.

### Palmarès
| Date | Compétition                    | Lieu              | Résultat | Épreuve |
| ---- | ------------------------------ | ----------------- | -------- | ------- |
| 1999 | Championnats du monde cadets   | Bydgoszcz         | 1er      | 1 500 m |
| 2000 | Championnats du monde juniors  | Santiago du Chili | 1er      | 1 500 m |
| 2001 | Championnats d'Afrique juniors | Réduit            | 1er      | 800 m   |
| 2001 | Championnats d'Afrique juniors | Réduit            | 1er      | 1 500 m |
| 2002 | Championnats d'Afrique         | Radès             | 4e       | 1 500 m |
| 2002 | Finale du Grand Prix           | Paris             | 3e       | 1 500 m |
| 2003 | Championnats du monde en salle | Birmingham        | 4e       | 1 500 m |
| 2003 | Finale mondiale de l'IAAF      | Monaco            | 6e       | 1 500 m |

### Records
| Épreuve | Performance   | Lieu   | Date            |
| ------- | ------------- | ------ | --------------- |
| 1 500 m | 3 min 30 s 24 | Monaco | 19 juillet 2002 |